# Hover kirke
Hover kirke je románský kostel v Ringkøbing-Skjern Kommune na západě Dánska. Spravuje ho farnost Hover Sogn Dánské národní církve. Byl postaven ze žuly v první polovině 12. století a patří tak mezi nejstarší kamenné chrámy v Dánsku. Přístavby a vnitřní výzdoba pocházejí ze 16. století, kostel musel být opraven po ničivé bouři v roce 1771. Zachovala se původní křtitelnice, varhany zhotovila v roce 1968 firma Frobenius Orgelbyggeri. Hover kirke nemá zvonici, zvon je zavěšen zvenčí na východním průčelí. V roce 2006 byla stavba zařazena ministerstvem kultury na seznam Dánský kulturní kánon.